# Toast Skagen
Il toast Skagen è un antipasto svedese.

## Storia
Sebbene il toast prenda il nome da Skagen, l'alimento non è originario della Danimarca e non è particolarmente noto in quella città danese, ma venne ideato dal cuoco di Stoccolma Tore Wretman, che lo fece conoscere negli anni cinquanta. Oggi il toast Skagen è conosciuto in tutta la Svezia.

## Preparazione
Il toast Skagen si prepara accostando del pane tostato a una salsa con gamberi, maionese, panna acida, aneto e a volte mostarda di Digione che prende il nome di skagenröra. L'alimento può essere guarnito con le uova di pesce.
In una delle sue varianti, la salsa del toast Skagen è preparata usando il granchio o i bastoncini di granchio al posto dei gamberetti.